# Житловий будинок по вул. Соборна, 24/14
Місто Кременчук, вул. Соборна (колишня Леніна), 9/16

## Історія
У роки Другої світової війни більшість будівель на вул. Леніна (до 1917 року Катерининська, до 1924 р. проспект Революції) була зруйнована. На місці будівель, що не підлягали відновленню, почали зводити нові. 
У 1947-1950 рр. Харківський філіал інституту «Діпроміст» складає генеральний план розвитку Кременчука. Генпланом вулиця Леніна визначалася як головна композиційна вісь центру міста, що передбачало акцентування перехресть вулиць висотними домінінтами. Такими стали два дзеркально симетричні 4-5 поверхові будинки на розі вул. Леніна і Пролетарської (Соборної і Небесної Сотні). Будинки зведені у 1956 році.

## Опис будівлі
Будинок по вул. Соборній, 24/14, розташований в історичній частині міста, по червоній лінії забудови. Будівля є яскравим зразком «сталінського ампіру» - радянської післявоєнної архітектури.
На протилежному боці вулиці знаходиться такий самий за архітектурним вирішенням будинок, тому ці дві будівлі з розвинутою кутовою домінантою нерідко називають «близнюками».